# Cruz de Camarga
La Cruz de Camarga también conocida como la Cruz de Camarge o la Cruz de los Guardianes (Croix Camarguaise en francés)  es un símbolo de la región francesa de Camarga, creada en 1926 por el pintor Hermann-Paul a petición de Folco de Baroncelli-Javon para representar a la "nación Camarguesa" de pastores y pescadores. La cruz representa las tres virtudes teológicas del cristianismo: la fe (representada por tridentes, guardianes de la cruz Cristiana), la esperanza (Representada por el ancla con la que han de cargar los pecadores) y la caridad (representada por el corazón de las tres Marías).

## Historia
La Cruz de Camarga fue diseñada en 1926 por el pintor e ilustrador Hermann-Paul (1864-1940) a petición de su amigo el escritor y gardian Marquéz Folco de Baroncelli-Javon (1869-1943), este último siendo considerado como el "padre de Camarga". Después de haber fundado la asociación Nicioun Gardiano en 1904 con el fin de "preservar y glorificar las vestimentas típicas, tradiciones y costumbres de la región de Arles, la Camarga y las regiones taurinas", el Marquéz se inspiró en las anclas navales para representar con la cruz a la nación camarguesa.   
Joseph d'Arbaud, poeta camargués, sugirió reemplazar la flor de lis en las puntas de la cruz, que habían sido planificadas inicialmente, por tridentes como símbolo de la rgión. D'Arbaud llevaba un tridente de ranchero hecho con hierro forjado por Joseph Barbanson, herrero de Saintes-Maries-de-la-Mer, en su taller en el Place de la Révolution (ahora Place du Grenier à Sel).
La estatua fue inaugurada por el Comité de Amigos del Marquéz de Baroncelli el 7 de julio de 1926, en una plataforma al lado de la oficina postal de Saintes-Maries-de-la-Mer (en frente del edificio "Grand Large" presente en la actualidad). Durante esta celebración muchas personalidades, incluyendo el Marquéz de Baroncelli e invitados como el poeta Joseph d'Arbaud, Rul d'Elly, Maguy Hugo (nieta of Victor Hugo), Madame de la Garanderie, Fanfonne Guillierme, la familia dueña de la Maison Aubanel, Pauline Ménard-Dorian y su esposo y por supuesto el pintor Hermann-Paul.
La cruz fue movida diez años después al Pont du Mort, en la entrada occidental del pubelo en el camino hacia Aigues-Mortes. Después de haber sido movida la cruz original fue robada. Una copia de la original todavía se encuentra en ese lugar. En julio de 2016 la Cruz de Camarga celebró su 90 aniversario.
Se puede ver ver la Cruz alrededor de Camarga. También está presente en Marsella (Basílica de Notre-Dame de la Garde, Iglesia de Saint-Pierre-ès-Liens de l'Estaque, paseo marítimo de la Bonne Mère), en Toulon, Istres y también en Aviñón. El pueblo de Radolfzell, en Alemania, es una ciudad hermana de Istres y la cruz también puede ser vista en esa lugar.